# 普丽丝卡·奇卢菲亚
普丽丝卡·奇卢菲亚（英語：Prisca Chilufya；1999年6月8日—），赞比亚女子足球运动员，司职中场，目前效力于奧蘭多榮耀和赞比亚国家女子足球队。她曾代表赞比亚参加2024年夏季奥林匹克运动会女子足球比赛。